# 補習班

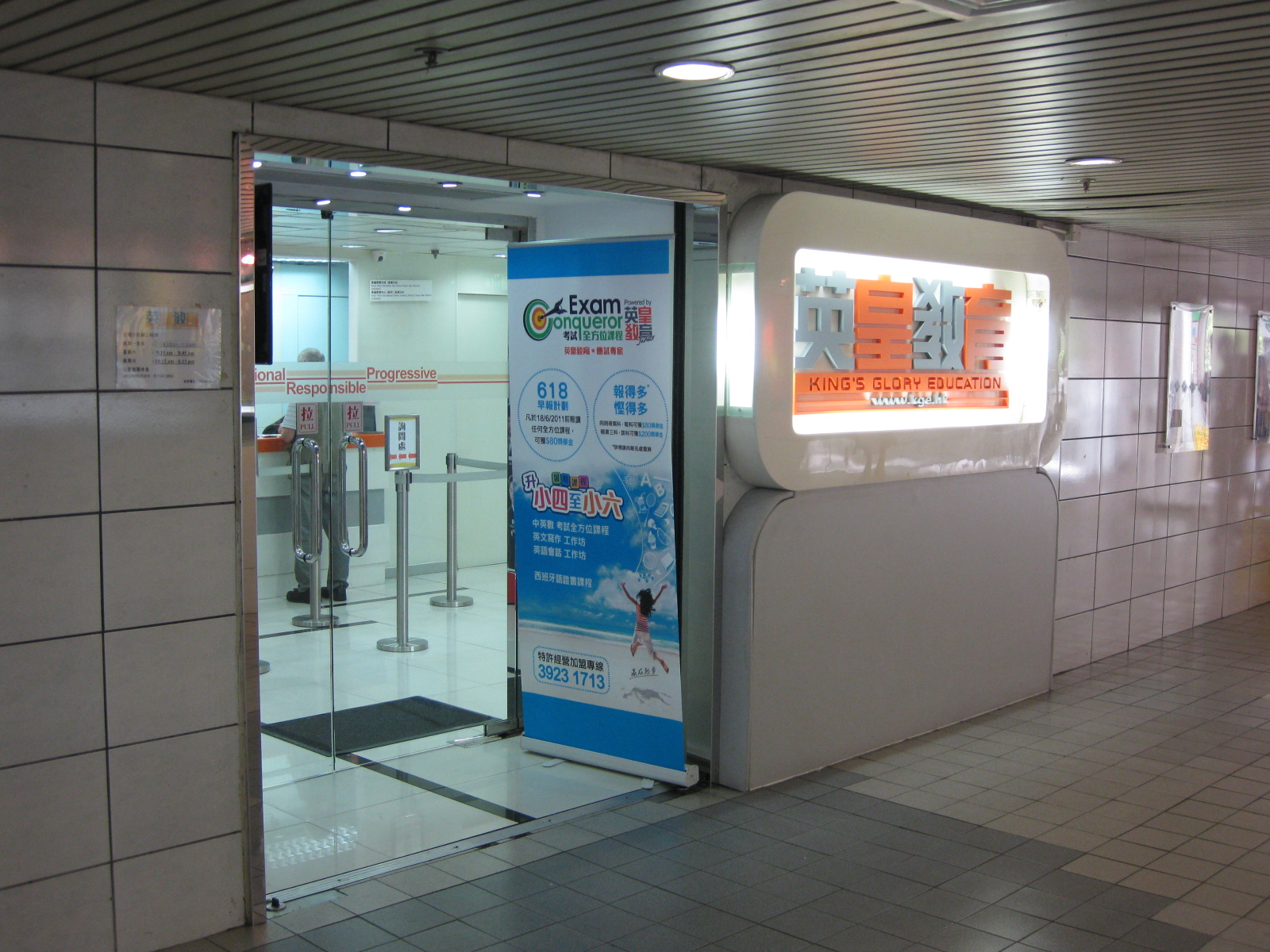
香港補習學校英皇教育的荃灣分校

補習班，是特別的學習場所，性質上不属于正规教育体系。它們通常用來訓練學生加強某特定科目，例如英文和數學以應付某一特定考試。一些補習班是為大學重考的學生所設計，提供一整年的課程來幫助學生準備次年的考試，學生可能在補習班待18個小時（1天）來學習和準備重考。
學術上，補習教育又名影子教育。香港大學教育學院院長貝磊（Mark Bray）教授認為，課外補習只有當主流教育存在時才會存在，它的規模和形態因主流教育的變化而變化。幾乎所有社會中，它受到的關注都比主流教育少，它的面貌遠不如主流教育那樣清晰可鑒。而主流學校課程中，最能增加升學與就業機會的科目，如語文、數學和科學亦是補習界中最為盛行的課程。
補習班通常為私立，在歐亞大陸一些地區，尤其是汉字文化圈地区非常盛行，事實上，補習班幾乎自成一個教育系統，很多學生都會在課後參加補習班。以韓國為例，韓國家庭補習支出佔本地生產總值比重從1990年1.2%，逐漸上升至1994年1.8%，以至1998年2.9%。

## 爭議

### 支持論點
- 影子教育是盡責的父母支持自己子女教育的一種自然傾向，因為影子教育可以使學生得到進一步的提升、輔導、可以為考試做好準備；
- 當政策規定父母的教育投資為非法時，其結果是災難性的。在1960至70年代，坦桑尼亞禁止私立中學教育，由於公平的原因，政府公立學校的規模和品質停滯不前，結果是學生都公平進入到很差的公立學校。這就導致成千上萬的父母把他們子女送到鄰國尋求更好的教育機會。當新一屆政府上台後，各種私立教育合法化，教育機會擴大了，到鄰國尋求教育機會的比例下降，公立教育與私立教育的的品質也有所提高；
- 東方國家的家長受到長久歷史以來科舉選賢制度的影響，出現『萬般皆下品，惟有讀書高』的想法。比西方人更盡一切方法令孩子得到更多教育。而多年來的高等學位短缺，做就了要競爭才能上大學的現象，促成補習班的需求;[3]
- 教育是一種人權；
- 教育投資是人力資本的投資；
- 家庭對教育的投資是社會資本的自然結果。而社會資本與社會福利緊密相關，社會能夠賦予家庭投資私人教育應該是一件好事，而不是一個問題;
- 補習能提供多元化教育，能幫助部份專注力較差勁的學生理解並喜歡學校課程。由於種種原因，一所學校不可能在所有科目上都有一流的老師，也不可能擁有全部超過平均水平的學生，而有效的補習能增強學生與他人競爭的信心。[4]

### 反對論點
補習班的存在，在部份國家是有爭議的。學習方式方面，一些人認為，補習班只是不斷強迫學生吸收大量資訊，而不給學生思考和分析的機會。不過也有人認為，學生失去獨立思考與分析機會是國家的升學制度與競爭環境所造就的，補習班的存在實屬必要之惡。
教與學方面，補習可能產生惡性循環，使學生在學校的學習興趣下降。因為他們已經提前學會了應付考試的知識與技巧，且厭倦了學校老師的教學風格，認為補習班的教學品質更高。此現象反過來可能令教師備課及上課態度可能較散漫。
不少學校老師認為補習班著重解題技巧，欠缺教授完整的觀念與思考脈絡，但不少學生不以為然，補習班因為有生存壓力，授課老師對於觀念的講解絕不含糊，且由於補習班每週的課堂時間遠少於學校的授課時數，使得補習班老師盡能力清楚、精要並深入淺出地說明觀念。
教育均等問題方面，補習使教師面對更嚴重的學生學能差異，因為並不是所有學生都參加補習班，補習導致學生能力兩極化，擴大學生之間的成績差距，使教師難於選材授課。

## 私人補習
一般國家及地區普遍只對補習班進行監管，對於私人補習（即家教）則少有作出干預。然而在韓國，所有私人補習導師都要到當地的地區教育部門及稅務部門登記，否則可被判處一年監禁及罰款。2008年2月19日，韓國國會教育委員會通過法案，把非法教育的罰款從1百萬韓圓提高到5百萬韓圓。

## 地區文化

### 中國大陸

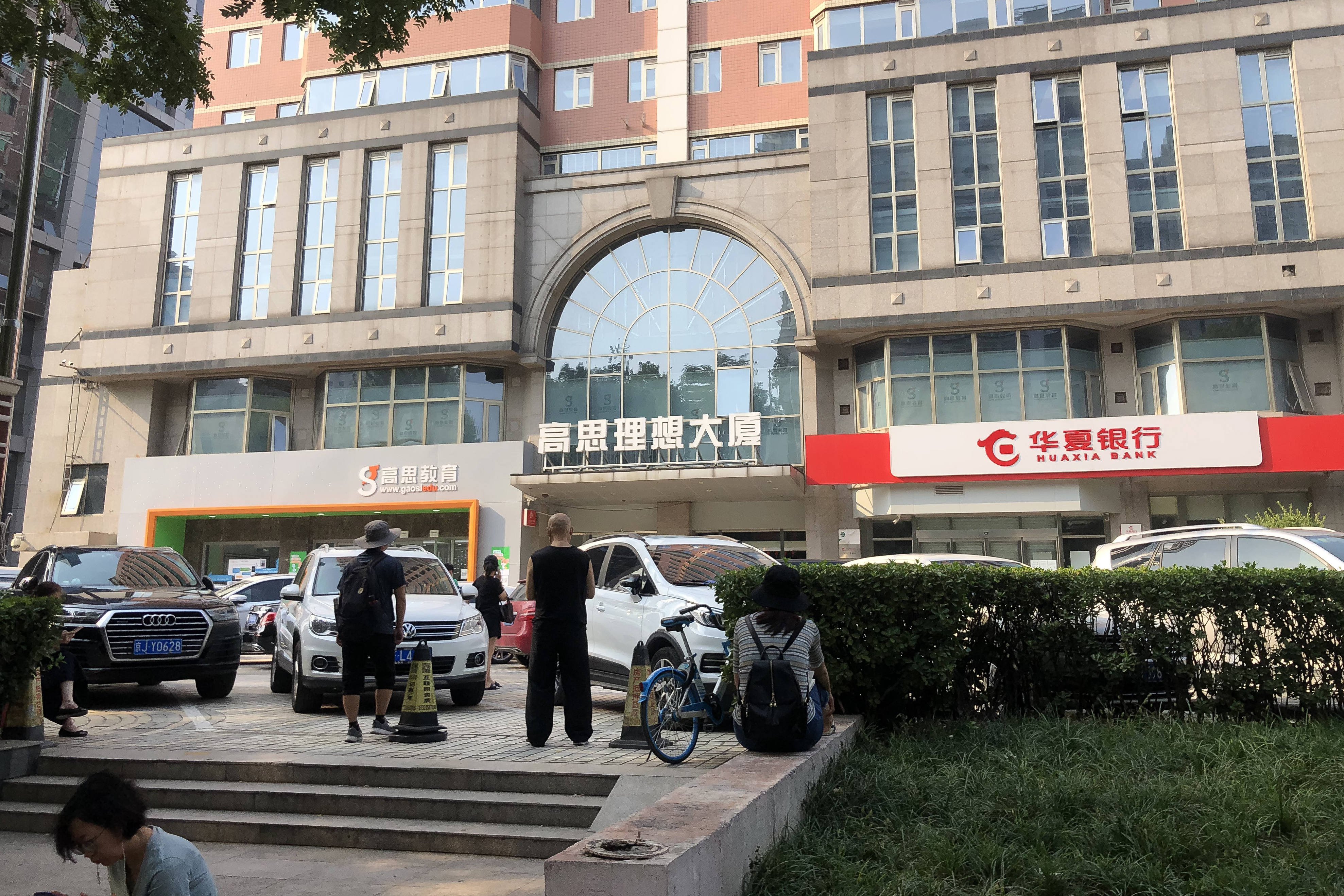
北京海淀黄庄站东侧的理想大厦曾被一间培训机构租下7层

由于中国大陸的中学生面临嚴選制的升学压力初级中学学生要参加普通高级中学统一招生考试，高等中学学生则需要参加普通高等院校统一招生考试以获得升学的机会，所以補課在中國大陸有一定的市場。根據2019年北京大學的一份抽樣調查顯示，小学生校外补习班参与率为25.3%，初中为27.8%，高中为18.1%。不過中国政府于2021年7月正式施行“双减”政策，推出限制培训机构进行上市等资本化运作等监管政策，极大程度上限制机构的发展。

#### 占坑班
此為國小升國中出現的補習班，雖為義務教育但有明星國中的存在而進此學校只能靠電腦抽籤碰運氣或擇優揀選兩條路，「擇優揀選」成為一大巧門。許多占坑班為該名校國中老師甚至名校本身出資開設，兩者有半公開的深度勾結關係，小學後兩年就要報名上此補習班，先預上眾多課程和加強複習小學課程，同時考試很密集，將來在超額選拔擠入明星國中的資料審查環節會看此補習班的成績單，若沒有花大錢上此占坑班的人會優先被刷掉。沒上班的人等於實質放棄上「明星國中」的機會只能任由教育部分發，但上了班的人也不保證會被揀選，多數人交錢進班後表現不在前列也是白上一場。

#### 自願班
出現在國中升高中和升大學階段，公立及私立学校经常性的针对校内学生开设課後补习班，时间一般为双休日或者国定假日，意在提高学校的升学率。很多学校将补习班设置为日常教学的一部分，意味着不参加补课可能就算旷课，从而教学进度安排也會排入，这导致即使补课班为“自愿”报名，实则不参加的学生就会在教学进度上严重滞后或间断。此自願班多半要收費也成為老師第二收入來源，而基本全班都會報名，不報名者反而顯得奇怪。

#### 二校班
教育主管部门的“禁补令”下達後校內自願补习班轉為地下，多數還是由校內老師執教，只是場所換到校外附近租的房子，學生下課後直接去補習班報到，甚至老師在課堂上和家長聊天軟件群會直接明白告知自己開設的補習班是哪家，要學生課後接著上課，校外周圍密集的補習班形同第二學校且老師多是校內老師。学校半公開组织学生补课的情况已经引起了一些地方政府的重视，比如江苏省教育厅颁布了“五严”规定禁止学校补课并接受群众举报以期减轻学生压力并推进素质教育但沒有重罰罰則導致無人遵守，只有補習班執照吊銷之類行政罰，但重新換招牌開業即可。

#### 預交費班
此類補習班嚴格來說算是一種新興詐騙手法，依附於補習文化而產生，通常會要求家長一次預交兩三年甚至小學有預交五年份的補習費，而非每月收，理由是每年會漲價預交能省錢等理由或是優惠打折活動引誘，該班也確實會正規教學一段時間甚至一年多，目的是等預交費累積幾百萬上千萬後突然消失捲款，家長可能瞬間損失三五萬甚至十萬人民幣以上。但也有正規經營的預交費班，所以真假難辨風險高，但這種補習班由於資金豐沛通常裝潢和教學器材都看起來較好，很多家長難以在風險和機會間抉擇。

### 臺灣

#### 補習相關法規

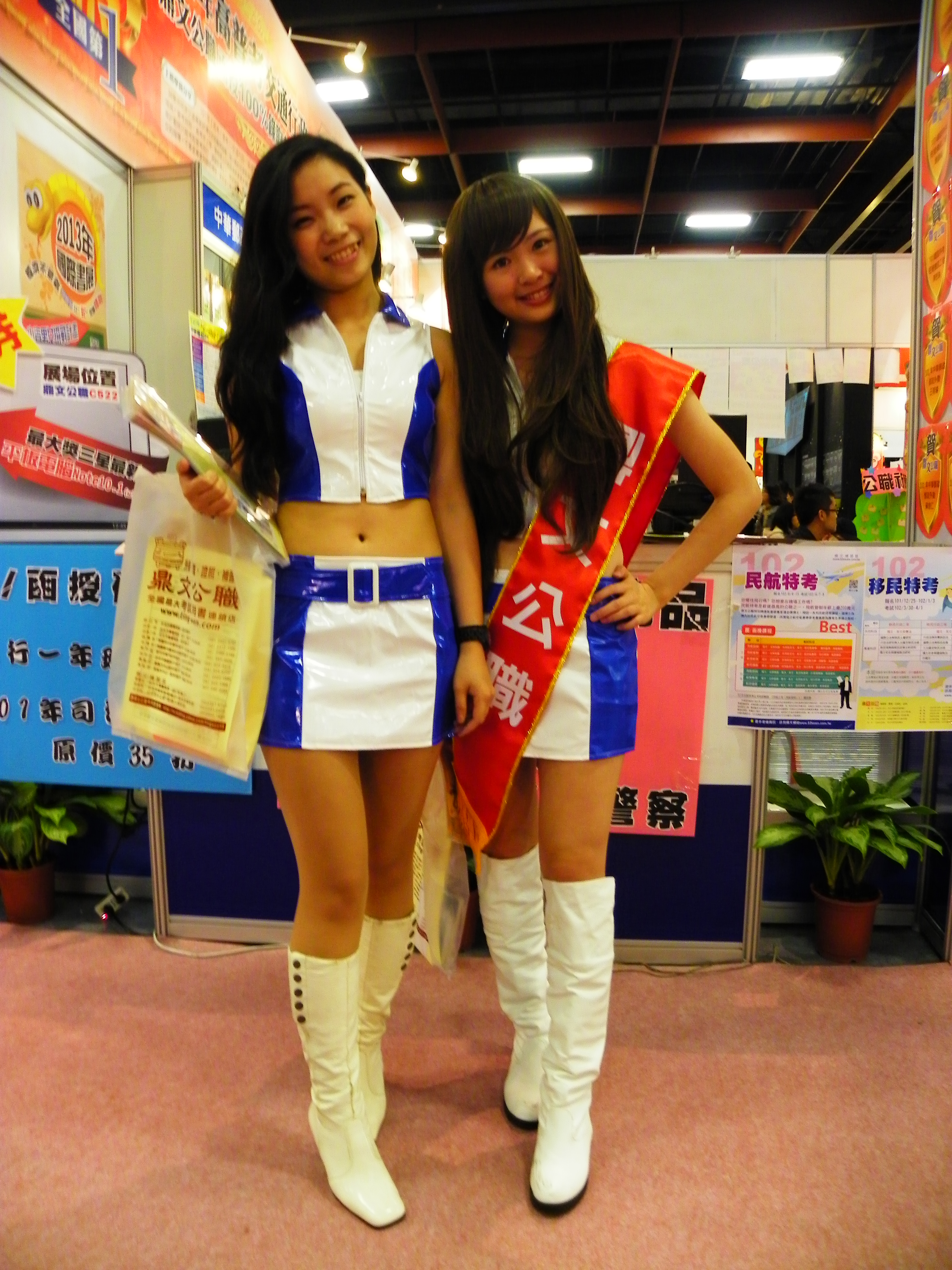
考公務員的補習班於台北國際書展(2013)招攬生意

中央(教育部)：	短期補習班設立及管理準則 （页面存档备份，存于）

#### 在校老師兼職補習
台灣的公立學校教師，雖然依規定不能課外兼職；但事實上，部分老師仍於課外自行開設家教班，或在大型補習班兼職補習。如有此種現象，經調查屬實，教育局會派員抓違法之教師，被抓到的教師將不能再擔任學校教職。在作家苦苓的著作，以及作家侯文詠的小說《危險心靈》中，都曾描述過這種教師校外補習的現象。國小生是為了個人學業成績；國中生是為了國中教育會考；高中職生是為了大學學測、分科測驗、統測；大學生是為了升研究所。2005年時，因教育部有意想回到以國小升國中的體制，施行學校分發的智力檢測，造成家長與學生的慌亂，學校老師在外兼課的指數創下新高。《危險心靈》一書中即說到中學生謝政傑不滿台灣的升學體制，而紛紛與導師詹老師的教育方法提出異議，加上老師在外補習的行跡敗露，引發學校的一連串危機，當今大台北的中等教育體制考試紛紛獨立於全台基本學力測驗（基測），自行獨立為北北基聯測（2011年），宜蘭高中及武陵高中等校之校長均反對。
而台灣方面除了國中升高中職、高中職升大學與四技二專、大學與四技二專升研究所的補習班盛行以外，還有國家考試、公費留考、專業證照、外語檢定等類型之補教業者出現在台灣街頭。2013年7月5日，全台合計18940家補習班。

#### 校內加強班
臺灣的國民中學為了升學率，多由校長及教務主任主導在合法範圍內開設加強班，但部分学校有强迫学生缴费参加亦引起外界对其合法性之质疑。在某些私立學校中，學校會開設精熟班。

#### 合法的宣傳手法
- 在台灣，補習班合法的宣傳方法只有以下兩種：

1. 在自己的營業地點設置招牌與廣告單。
2. 花錢刊登公車車身廣告、公車站牌廣告、捷運列車車廂內廣告、房屋外牆廣告、報紙廣告、電視廣告、廣播電台廣告、電話廣告、印刷品廣告。

#### 社會補習班
許多學生因為無法跟上進度，或是想要超前學校進度而進入補習班。
高中升大學主流的補習班，都是每班上百人的，並且以補教名師來打廣告。但也有少數小型補習班以小班制來宣傳。
時間上每堂課大約2－4小時， 週間時主要為放學後開始。另外，假期時間補習班也會開設教科書普遍沒教的短期課程（如過去的課綱及高三大學的知識內容）。
自2006年起有業者將實體補習班轉型為線上（行動）補習，上網就能觀看補習課程，主打行動學習，至今已廣為被大眾接受，舉凡國高中升學、大學轉學、研究所（碩士在職專班）、國家考試、專業證照、外語檢定等皆提供線上課程。

#### 爭議
- 有些補習班會向不法人士收購高普考、特考與各種入學考試的上榜名單（包括其姓名、身份证字號、畢業學校、電話號碼等），把名單上的人冒充是自己的學員，以虛張聲勢。這種手法被認為是一種不實廣告。
- 有些補習班會向不法人士收購各級學校各種考試的試題，然而這些試題通常是不被允許外流出去的。這也是鑽法律漏洞的惡性競爭行為。
- 2003年度四技二專統一入學測驗，台中某家補習班安插在考場中的一位職業學生「搶試題」（坐在自己的座位上，等到開始考試之後，手拿著試題紙，跑出考場，再把試題紙拿給補習班解題）的行為。時任中華民國教育部部長黃榮村得知此事之後勃然大怒，並表示：補習班的招生手法已越來越離譜，一定要依法嚴辦。
- 2010年度四技二專統一入學測驗，台中北一補習班負責人李慶雲賄賂統測中心電腦人員董尚德，竄改自家補習班學生之成績，使其成為當年的榜首。高雄地檢署已將二人收押，並約談九名涉嫌舞弊的學生，已有五名學生坦承作弊。[16]
- 近年來，由於經營補習班所得的利潤豐厚，暴力及黑社會勢力有介入補教界的跡象，例如：雲林縣斗六市「力行升大學補習班」遭暴力毀損案。

### JPN

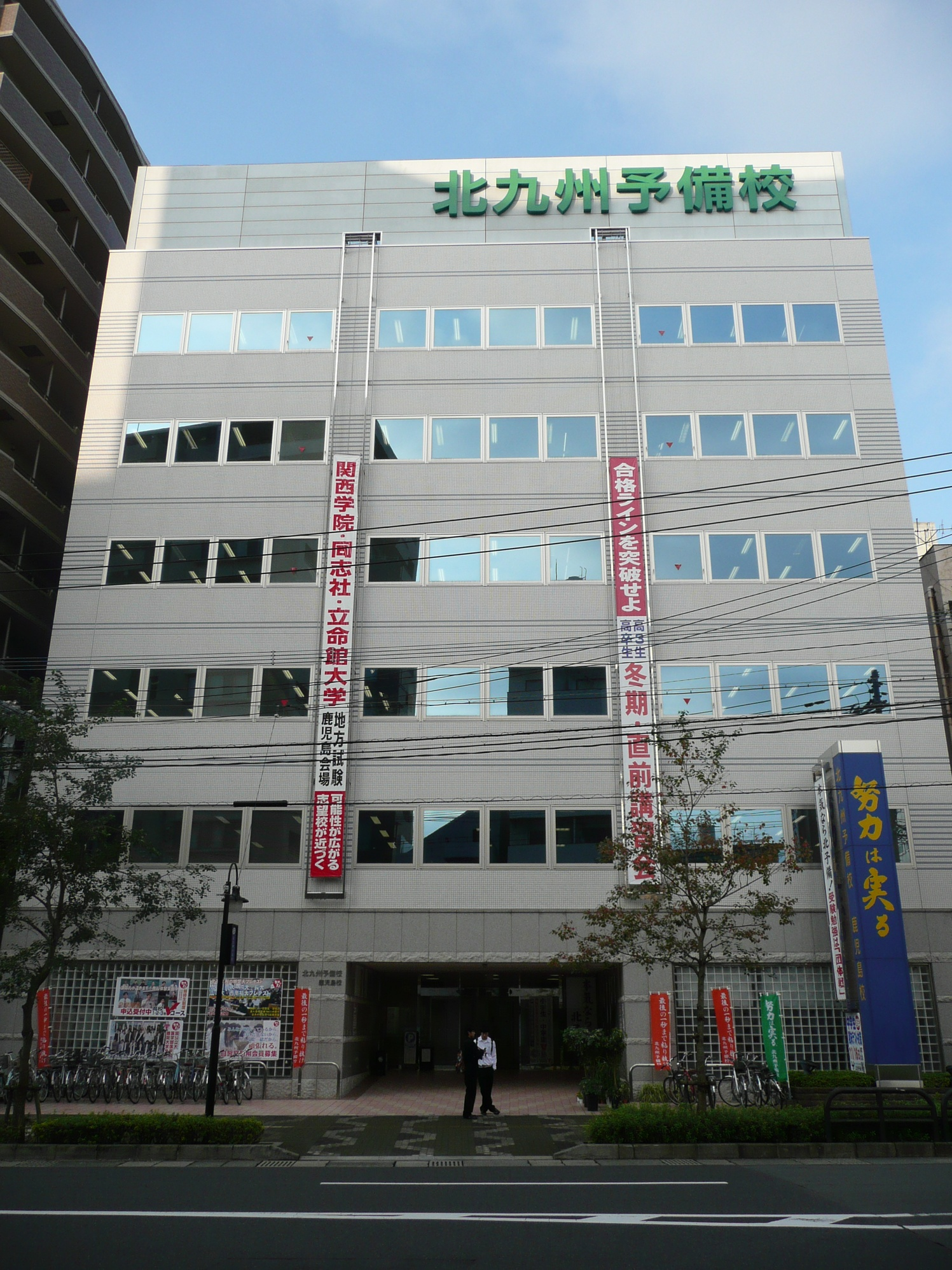
北九州預備校的鹿兒島分校

### 日本
日本的補習班，稱為「學習塾」或「預備校」。